# Embaixada da Áustria em Brasília
A Embaixada da Áustria em Brasília é a principal representação diplomática austríaca no Brasil. Atualmente o Embaixador Dr. Stefan Scholz e o chefe da Missão. 
Está localizada na Avenida das Nações, na quadra SES 811, Lote 40, no Setor de Embaixadas Sul, na Asa Sul. O complexo da embaixada foi projetado por Karl Schwanzer.

## História
As relações entre Áustria e Brasil vem do período imperial dos dois países, com a diplomacia começando oficialmente em 1825.
Assim como outros países, a Áustria recebeu de graça um terreno no Setor de Embaixadas Sul na época da construção de Brasília, medida que visava a instalação mais rápida das representações estrangeiras na nova capital. Entretanto, a sede permanente demorou a ser feita. Um edital de concorrência foi feito em 1970, no qual cerca de setenta profissionais participaram. No primeiro lugar ficou o arquiteto Karl Schwanzer. As obras duraram até o fim de 1974, mas a inauguração foi antes, em maio de 1974. Painéis de Wolfgang Hutter decoram os salões de recepção da embaixada.

## O Embaixador
O Dr. Stefan Scholz foi admitido no serviço diplomático austríaco em 1992. Desde 2021, ele é o embaixador da Áustria no Brasil e embaixador co-credenciado no Suriname. Além disso, o Sr. Scholz também foi embaixador da Áustria no Irã (2017-2021) e na Nigéria (2009-2012) e co-acreditado na Guiné Equatorial, Camarões, Gabão, Chade, República Centro-Africana, São Tomé e Príncipe, Benin, Togo e Gana e como representante permanente da organização regional da África Ocidental, a CEDEAO. Além disso, o Sr. Scholz foi Enviado Plenipotenciário e Chefe Adjunto da Missão em Pequim, China, de 2004 a 2009, e Primeiro Secretário em Washington, EUA, de 1995 a 1999.
No Ministério Federal Austríaco para Assuntos Europeus e Internacionais, ele foi Diretor de Estratégias Geográficas de Cooperação para o Desenvolvimento (2012-2017) e funcionário administrativo no Departamento de Direitos Humanos, Minorias e Direito Internacional Humanitário (2002-2004), bem como adido no Departamento de Assuntos Humanitários, Asilo e Migração (1993).
Na Missão Permanente da Áustria junto às Nações Unidas em Genebra, o Dr. Scholz representou seu país em vários órgãos internacionais (ACNUR, OIT, OIM, CICV, IFRC, OHCHR e OCHA) de 1999 a 2002. De 1993 a 1994, foi membro da delegação austríaca na Conferência sobre Desarmamento. De 1994 a 1995, foi responsável pelas agendas da dimensão humana na Missão Permanente da Áustria na Organização para Segurança e Cooperação na Europa (OSCE).
O Dr. Scholz nasceu em Viena, Áustria, e possui especialização acadêmica em política de segurança pelo Institut Universitaire de Hautes Etudes International em Genebra, Suíça; em direito internacional e economia pela Johns Hopkins University Paul H. Nitze School of Advanced International Studies Bologna Center; doutorado em ciência política pela Universidade de Viena; foi bolsista Fulbright na Hoover Institution da Universidade de Stanford e possui mestrado pela Universidade de Viena. Além de seu alemão nativo, o Embaixador Scholz fala inglês, francês e tem um conhecimento básico de português e chinês.
A embaixada realiza os serviços protocolares das representações estrangeiras, como o auxílio aos austríacos que moram no Brasil e aos visitantes vindos da Áustria e também para os brasileiros que desejam visitar ou se mudar para o país europeu. A Áustria mantém uma pequena comunidade brasileira, a maioria na capital Viena, que tem cerca de cinco mil brasileiros. Outras ações que passam pela embaixada são as relações diplomáticas com o governo brasileiro nas áreas política, econômica, cultural e científica, com a embaixada realizando eventos de divulgação da cultura do país.
Além da embaixada, a Áustria conta com mais um consulado geral e um escritório comercial em São Paulo, além de consulados honorários no Rio de Janeiro, em Belém, em Belo Horizonte, em Blumenau, em Curitiba, em Fortaleza, em Manaus, em Porto Alegre, no Recife, em Salvador, em Vitória e em Treze Tílias, cidade catarinense de colonização austríaca. A embaixada em Brasília presta os serviços de consulado para o país e também para o Suriname.